# Apogonia sossiana
Apogonia sossiana är en skalbaggsart som beskrevs av Hermann Julius Kolbe 1914. Apogonia sossiana ingår i släktet Apogonia och familjen Melolonthidae. Inga underarter finns listade i Catalogue of Life.